# Santa Rosa de Amapan
Santa Rosa de Amapan är en ort i Mexiko.   Den ligger i kommunen Sayula de Alemán och delstaten Veracruz, i den sydöstra delen av landet, 500 km öster om huvudstaden Mexico City. Santa Rosa de Amapan ligger 70 meter över havet och antalet invånare är 146.
Terrängen runt Santa Rosa de Amapan är platt. Runt Santa Rosa de Amapan är det ganska tätbefolkat, med 52 invånare per kvadratkilometer. Närmaste större samhälle är Acayucan, 10,2 km norr om Santa Rosa de Amapan. Omgivningarna runt Santa Rosa de Amapan är en mosaik av jordbruksmark och naturlig växtlighet.